# مويرا شيرر
مويرا شيرر، سيدة كينيدي (بالإنجليزية: Moira Shearer)‏ (17 يناير 1926 - 31 يناير 2006) راقصة باليه وممثلة بريطانية .

## نشأتها
ولدت مويرا شيرر كينغ في مورتون لودج في دنفيرملين، فايف، اسكتلندا، والطفلة الوحيد للمهندس المدني هارولد تشارلز كينغ ومارغريت كروفورد ريد، (قبل زواجها شيرر),.

## روابط خارجية
- مويرا شيرر على موقع IMDb (الإنجليزية)
- مويرا شيرر على موقع الموسوعة البريطانية (الإنجليزية)
- مويرا شيرر على موقع مونزينجر (الألمانية)
- مويرا شيرر على موقع ألو سيني (الفرنسية)
- مويرا شيرر على موقع ميوزك برينز (الإنجليزية)
- مويرا شيرر على موقع تيرنر كلاسيك موفيز (الإنجليزية)
- مويرا شيرر على موقع أول موفي (الإنجليزية)
- مويرا شيرر على موقع قاعدة بيانات برودواي على الإنترنت (الإنجليزية)
- مويرا شيرر على موقع قاعدة بيانات الأفلام السويدية (السويدية)
- مويرا شيرر على موقع إن إن دي بي (الإنجليزية)
- The Ballerina Gallery - Moira Shearer
- BBC Obituary of Moira Shearer
- "The Daily Telegraph" Obituary of Moira Shearer
- The Times Online obituary of Moira Shearer
- مويرا شيرر على موقع فايند أغريف